# Feyenoord Rotterdam 2023-2024
Questa voce raccoglie le informazioni riguardanti il Feyenoord Rotterdam nelle competizioni ufficiali della stagione 2023-2024.

## Maglie e sponsor
Lo sponsor tecnico per la stagione 2023-2024 è Castore, mentre lo sponsor ufficiale è EuroParcs. La divisa casalinga è composta dalla classica maglietta bianca e rossa, con pantaloncini e calzettoni neri.
| Casa | Trasferta |

## Rosa
Aggiornata al 4 settembre 2023  
| N. |                        | Ruolo | Calciatore           |
| -- | ---------------------- | ----- | -------------------- |
| 1  | Paesi Bassi (bandiera) | P     | Justin Bijlow        |
| 2  | Norvegia (bandiera)    | D     | Marcus Pedersen      |
| 2  | Paesi Bassi (bandiera) | D     | Bart Nieuwkoop       |
| 3  | Paesi Bassi (bandiera) | D     | Thomas Beelen        |
| 4  | Paesi Bassi (bandiera) | D     | Lutsharel Geertruida |
| 5  | Paesi Bassi (bandiera) | D     | Quilindschy Hartman  |
| 6  | Algeria (bandiera)     | C     | Ramiz Zerrouki       |
| 7  | Iran (bandiera)        | A     | Alireza Jahanbakhsh  |
| 8  | Paesi Bassi (bandiera) | C     | Quinten Timber       |
| 9  | Giappone (bandiera)    | A     | Ayase Ueda           |
| 10 | Paesi Bassi (bandiera) | C     | Calvin Stengs        |
| 11 | Paesi Bassi (bandiera) | A     | Javairô Dilrosun     |
| 14 | Brasile (bandiera)     | A     | Igor Paixão          |
| 15 | Perù (bandiera)        | D     | Marcos López         |
| 16 | Paesi Bassi (bandiera) | C     | Thomas van den Belt  |

| N. |                        | Ruolo | Calciatore                |
| -- | ---------------------- | ----- | ------------------------- |
| 17 | Croazia (bandiera)     | C     | Luka Ivanušec             |
| 18 | Austria (bandiera)     | D     | Gernot Trauner (capitano) |
| 19 | Gambia (bandiera)      | A     | Yankuba Minteh            |
| 20 | Paesi Bassi (bandiera) | C     | Mats Wieffer              |
| 22 | Germania (bandiera)    | P     | Timon Wellenreuther       |
| 23 | Svezia (bandiera)      | A     | Patrik Wålemark           |
| 24 | Paesi Bassi (bandiera) | C     | Gjivai Zechiël            |
| 25 | Slovacchia (bandiera)  | A     | Leo Sauer                 |
| 27 | Paesi Bassi (bandiera) | C     | Antoni Milambo            |
| 29 | Messico (bandiera)     | A     | Santiago Giménez          |
| 31 | Grecia (bandiera)      | P     | Kostas Lamprou            |
| 32 | Rep. Ceca (bandiera)   | C     | Ondřej Lingr              |
| 33 | Slovacchia (bandiera)  | D     | Dávid Hancko              |
| 39 | Paesi Bassi (bandiera) | P     | Mikki van Sas             |

## Calciomercato

### Sessione estiva
| Acquisti         | Acquisti            | Acquisti             | Acquisti                   |
| R.               | Nome                | da                   | Modalità                   |
| ---------------- | ------------------- | -------------------- | -------------------------- |
| A                | Ayase Ueda          | Cercle Bruges        | definitivo (9 milioni €)   |
| C                | Luka Ivanušec       | Dinamo Zagabria      | definitivo (8,5 milioni €) |
| C                | Ramiz Zerrouki      | Twente               | definitivo (7,2 milioni €) |
| C                | Calvin Stengs       | Nizza                | definitivo (6 milioni €)   |
| D                | Thomas Beelen       | PEC Zwolle           | definitivo (2,7 milioni €) |
| D                | Bart Nieuwkoop      | Union Saint-Gilloise | definitivo (2 milioni €)   |
| P                | Timon Wellenreuther | Anderlecht           | definitivo (1 milione €)   |
| C                | Thomas van den Belt | PEC Zwolle           | definitivo (850 mila €)    |
| P                | Kostas Lamprou      | Willem II            | gratuito                   |
| P                | Mikki van Sas       | Manchester City      | gratuito                   |
| C                | Ondřej Lingr        | Slavia Praga         | prestito                   |
| A                | Yankuba Minteh      | Newcastle Utd        | prestito                   |
| Altre operazioni |                     |                      |                            |
| R.               | Nome                | da                   | Modalità                   |
| C                | Ilias Sebaoui       | Beerschot VA         | n.d.                       |
| A                | Marouan Azarkan     | Excelsior            | fine prestito              |
| C                | Mark Diemers        | Emmen                | fine prestito              |
| C                | Francesco Antonucci | Volendam             | fine prestito              |
| A                | Róbert Boženík      | Boavista             | fine prestito              |
| D                | Ramon Hendriks      | Utrecht              | fine prestito              |
| A                | Christian Conteh    | Dinamo Dresda        | fine prestito              |
| P                | Thijs Jansen        | TOP Oss              | fine prestito              |
| D                | Denzel Hall         | ADO Den Haag         | fine prestito              |
| A                | Naoufal Bannis      | Eindhoven            | fine prestito              |

| Cessioni         | Cessioni            | Cessioni           | Cessioni                   |
| R.               | Nome                | a                  | Modalità                   |
| ---------------- | ------------------- | ------------------ | -------------------------- |
| C                | Orkun Kökçü         | Benfica            | definitivo (25 milioni €)  |
| A                | Danilo              | Rangers            | definitivo (6,3 milioni €) |
| D                | Marcus Pedersen     | Sassuolo           | prestito (1 milione €)     |
| A                | Róbert Boženík      | Boavista           | definitivo (850 mila €)    |
| A                | Marouan Azarkan     | Utrecht            | definitivo (750 mila €)    |
| C                | Mohamed Taabouni    | Al-Arabi           | definitivo (500 mila €)    |
| A                | Patrik Wålemark     | Heerenveen         | prestito                   |
| D                | Neraysho Kasanwirjo | Rapid Vienna       | prestito                   |
| D                | Ramon Hendriks      | Vitesse            | prestito                   |
| C                | Ezequiel Bullaude   | Boca Juniors       | prestito                   |
| A                | Christian Conteh    | Osnabrück          | gratuito                   |
| P                | Ofir Marciano       | Hapoel Be'er Sheva | gratuito                   |
| P                | Tein Troost         | NAC Breda          | gratuito                   |
| C                | Mark Diemers        |                    | svincolato                 |
| Altre operazioni |                     |                    |                            |
| R.               | Nome                | a                  | Modalità                   |
| D                | Denzel Hall         | Heerenveen         | n.d.                       |
| A                | Naoufal Bannis      | Al-Markhiya        | n.d.                       |
| D                | Mimeirhel Benita    | Excelsior          | prestito                   |
| P                | Thijs Jansen        | De Graafschap      | prestito                   |
| C                | Ilias Sebaoui       | Dordrecht          | prestito                   |
| D                | Antef Tsoungui      | Dordrecht          | prestito                   |
| C                | Sebastian Szymański | Dinamo Mosca       | fine prestito              |
| C                | Oussama Idrissi     | Siviglia           | fine prestito              |
| D                | Jacob Rasmussen     | Fiorentina         | fine prestito              |
| P                | Timon Wellenreuther | Anderlecht         | fine prestito              |

### Sessione invernale
| Acquisti         | Acquisti         | Acquisti         | Acquisti         |
| R.               | Nome             | da               | Modalità         |
| Altre operazioni | Altre operazioni | Altre operazioni | Altre operazioni |
| R.               | Nome             | da               | Modalità         |
| ---------------- | ---------------- | ---------------- | ---------------- |
|                  |                  |                  |                  |

| Cessioni         | Cessioni         | Cessioni | Cessioni                   |
| R.               | Nome             | a        | Modalità                   |
| ---------------- | ---------------- | -------- | -------------------------- |
| A                | Javairô Dilrosun | América  | definitivo (4,6 milioni €) |
| Altre operazioni |                  |          |                            |
| R.               | Nome             | a        | Modalità                   |
|                  |                  |          |                            |

## Risultati

### Eredivisie

#### Girone di andata
| Rotterdam 13 agosto 2023, ore 14:30 UTC+2 1ª giornata | Feyenoord | 0 – 0 referto | Fortuna Sittard | De Kuip (47 500 spett.)\| Arbitro: \| Dieperink \| |
| Arbitro:                                              | Dieperink |               |                 |                                                    |

| Arbitro: | Makkelie |

|               |           |                         |
| Brym 40’, 54’ | Marcatori | 77’ Giménez 90+1’ Sauer |

| Arbitro: | Nijhuis |

|                                                                              |           |                            |
| Giménez 4’, 65’ (rig.) Paixão 10’ Geertruida 19’ Wieffer 50’ Q. Timber 90+3’ | Marcatori | 89’ Ritmeester van de Kamp |

| Arbitro: | van Boekel |

|              |           |                                                  |
| Flamingo 19’ | Marcatori | 8’, 46’ Giménez 28’ Stengs 71’ Ueda 90+2’ Minteh |

| Arbitro: | Manschot |

|                                                                      |           |            |
| Ivanušec 12’ Wieffer 16’ Paixão 20’ Giménez 60’ Minteh 66’ Lingr 72’ | Marcatori | 25’ Olsson |

| Arbitro: | Gözübüyük (Haarlem) |

|  |           |                                 |
|  | Marcatori | 9’, 18’, 59’ Giménez 37’ Paixão |

| Arbitro: | Kamphuis |

|                                     |           |         |
| Minteh 45+1’ Stengs 56’ Giménez 76’ | Marcatori | 85’ Sow |

| Arbitro: | van der Eijk |

|  |           |                  |
|  | Marcatori | 21’, 54’ Giménez |

| Arbitro: | Nijhuis |

|                                                  |           |  |
| Stengs 7’ Giménez 37’ Geertruida 49’ Milambo 85’ | Marcatori |  |

| Arbitro: | Higler |

|                                |           |                |
| Ugalde 10’ Van Wolfswinkel 78’ | Marcatori | 86’ Geertruida |

| Arbitro: | Van Boekel |

|              |           |                             |
| Cleonise 25’ | Marcatori | 35’ Q. Timber 64’ Nieuwkoop |

| Arbitro: | Makkelie |

|               |           |  |
| Q. Timber 24’ | Marcatori |  |

| Arbitro: | Gözübüyük (Haarlem) |

|                         |           |                                    |
| Parrott 16’ Lamprou 72’ | Marcatori | 6’, 61’, 82’ Giménez 66’ Q. Timber |

| Arbitro: | Makkelie |

|             |           |                          |
| Giménez 81’ | Marcatori | 65’ Saibari 68’ Boscagli |

| Arbitro: | Van den Kerkhof |

|                                          |           |                |
| Q. Timber 13’ Giménez 90+4’ Paixão 90+6’ | Marcatori | 31’ L. Zeefuik |

| Arbitro: | Manschot |

|  |           |                                             |
|  | Marcatori | 4’, 18’ Stengs 48’ Geertruida 60’ Q. Timber |

| Arbitro: | van der Eijk |

|                          |           |                           |
| Dilrosun 17’ Giménez 28’ | Marcatori | 45+1’ Proper 53’ Mattsson |

#### Girone di ritorno
| Arbitro: | Gözübüyük |

|             |           |                         |
| Boutrah 76’ | Marcatori | 4’ Geertruida 83’ Lingr |

| Rotterdam 28 gennaio 2024, ore 14:30 CET 19ª giornata | Feyenoord | 0 – 0 referto | Twente | De Kuip (47 500 spett.)\| Arbitro: \| Lindhout \| |
| Arbitro:                                              | Lindhout  |               |        |                                                   |

| Arbitro: | Makkelie |

|  |           |            |
|  | Marcatori | 6’ Wieffer |

| Arbitro: | Van Boekel |

|                                  |           |  |
| Hancko 57’ (rig.) Geertruida 63’ | Marcatori |  |

| Arbitro: | Van den Kerkhof |

|             |           |  |
| Wieffer 84’ | Marcatori |  |

| Arbitro: | Van de Graaf |

|  |           |                   |
|  | Marcatori | 72’, 90+2’ Minteh |

| Arbitro: | Gözübüyük |

|                    |           |                        |
| Tillman 4’ Til 71’ | Marcatori | 22’ Minteh 61’ Giménez |

| Arbitro: | Nijhuis |

|                                   |           |  |
| Minteh 28’ Giménez 61’ Paixão 73’ | Marcatori |  |

| Arbitro: | Higler |

|                  |           |                                 |
| Köhlert 17’, 64’ | Marcatori | 37’ Wieffer 74’ Paixão 88’ Ueda |

| Arbitro: | Lindhout |

|                                                   |           |                                |
| Paixão 36’ Fraulo 65’ (aut.) Hancko 71’ Sauer 85’ | Marcatori | 2’ Boussaid 32’ (rig.) Lammers |

| Volendam 4 aprile 2024, ore 18:45 CEST 28ª giornata | Volendam | 0 – 0 referto | Feyenoord | Kras Stadion\| Arbitro: \| Oostrom \| |
| Arbitro:                                            | Oostrom  |               |           |                                       |

| Arbitro: | Makkelie |

|                                                            |           |  |
| Paixão 34’, 66’ Minteh 35’, 56’ Hancko 45+2’ Q. Timber 62’ | Marcatori |  |

| Arbitro: | Nijhuis |

|  |           |            |
|  | Marcatori | 18’ Hancko |

| Arbitro: | Blank |

|               |           |                                           |
| Edvardsen 45’ | Marcatori | 25’ (aut.) De Lange 33’ Ivanušec 69’ Ueda |

| Arbitro: | Nagtegaal |

|                                                              |           |  |
| Ueda 33’ Ivanušec 41’ Giménez 67’ (rig.), 82’ Geertruida 80’ | Marcatori |  |

| Arbitro: | Bos |

|                     |           |                                |
| Sano 47’ Hansen 80’ | Marcatori | 45’ Stengs 57’ Minteh 87’ Ueda |

| Arbitro: | Lindhout |

|                                                        |           |  |
| Trauner 48’ Lingr 63’ Hancko 75’ Geertruida 86’ (rig.) | Marcatori |  |

### KNVB beker
| Arbitro: | Van Boekel |

|                      |           |           |
| Stengs 7’ Paixão 26’ | Marcatori | 41’ Booth |

| Arbitro: | Higler |

|               |           |  |
| Q. Timber 31’ | Marcatori |  |

| Arbitro: | Nijhuis |

|                              |           |  |
| Geertruida 44’ Nieuwkoop 89’ | Marcatori |  |

| Arbitro: | Makkelie |

|                      |           |               |
| Hancko 61’ Lingr 83’ | Marcatori | 31’ L. Duarte |

| Arbitro: | Gözübüyük |

|            |           |  |
| Paixão 59’ | Marcatori |  |

### Supercoppa olandese
| Arbitro: | Lindhout |

|  |           |          |
|  | Marcatori | 79’ Lang |

### UEFA Champions League

#### Fase a gironi
| Arbitro: | Irfan Peljto |

|                              |           |  |
| Stengs 45+2’ Jahanbakhsh 76’ | Marcatori |  |

| Arbitro: | François Letexier |

|                                 |           |                              |
| Morata 12’, 47’ Griezmann 45+4’ | Marcatori | 7’ (aut.) Hermoso 34’ Hancko |

| Arbitro: | Tobias Stieler |

|                                 |           |                  |
| Giménez 31’, 74’ Zerrouki 45+2’ | Marcatori | 83’ (rig.) Pedro |

| Arbitro: | Szymon Marciniak |

|                |           |  |
| Immobile 45+1’ | Marcatori |  |

| Arbitro: | Anthony Taylor |

|             |           |                                                      |
| Wieffer 77’ | Marcatori | 14’ (aut.) Geertruida 57’ Hermoso 81’ (aut.) Giménez |

| Arbitro: | Bastien |

|                                    |           |            |
| Palma 33’ (rig.) Lagerbielke 90+1’ | Marcatori | 82’ Minteh |

### UEFA Europa League

#### Fase a eliminazione diretta

##### Spareggi
| Arbitro: | Radu Petrescu |

|              |           |            |
| Paixão 45+1’ | Marcatori | 67’ Lukaku |

| Arbitro: | Jesús Gil Manzano |

|                                         |                      |                                 |
| Pellegrini 15’                          | Marcatori            | 5’ Giménez                      |
| Paredes Lukaku Cristante Aouar Zalewski | Tiri di rigore 4 – 2 | Ueda Hancko Jahanbakhsh Hartman |

## Statistiche finali

### Statistiche totali
| Competizione         | Punti | In casa | In casa | In casa | In casa | In casa | In casa | In trasferta | In trasferta | In trasferta | In trasferta | In trasferta | In trasferta | Totale | Totale | Totale | Totale | Totale | Totale | DR  |
| Competizione         | Punti | G       | V       | N       | P       | Gf      | Gs      | G            | V            | N            | P            | Gf           | Gs           | G      | V      | N      | P      | Gf     | Gs     | DR  |
| -------------------- | ----- | ------- | ------- | ------- | ------- | ------- | ------- | ------------ | ------------ | ------------ | ------------ | ------------ | ------------ | ------ | ------ | ------ | ------ | ------ | ------ | --- |
| Eredivisie           | 84    | 17      | 13      | 3       | 1       | 51      | 10      | 17           | 13           | 3            | 1            | 41           | 16           | 34     | 26     | 6      | 2      | 92     | 26     | +66 |
| KNVB beker           | -     | 5       | 5       | 0       | 0       | 8       | 2       | 0            | 0            | 0            | 0            | 0            | 0            | 5      | 5      | 0      | 0      | 8      | 2      | +6  |
| Johan Cruijff Schaal | -     | 1       | 0       | 0       | 1       | 0       | 1       | 0            | 0            | 0            | 0            | 0            | 0            | 1      | 0      | 0      | 1      | 0      | 1      | -1  |
| Champions League     | 6     | 3       | 2       | 0       | 1       | 6       | 4       | 3            | 0            | 0            | 3            | 3            | 6            | 6      | 2      | 0      | 4      | 9      | 10     | -1  |
| Europa League        | -     | 1       | 0       | 1       | 0       | 1       | 1       | 1            | 0            | 1            | 0            | 1            | 1            | 2      | 0      | 2      | 0      | 2      | 2      | 0   |
| Totale               | -     | 27      | 20      | 4       | 3       | 66      | 18      | 21           | 13           | 4            | 4            | 45           | 22           | 48     | 32     | 8      | 7      | 111    | 41     | +71 |

### Andamento in campionato
| Giornata  | 1  | 2  | 3 | 4 | 5 | 6 | 7 | 8 | 9 | 10 | 11 | 12 | 13 | 14 | 15 | 16 | 17 | 18 | 19 | 20 | 21 | 22 | 23 | 24 | 25 | 26 | 27 | 28 | 29 | 30 | 31 | 32 | 33 | 34 |
| --------- | -- | -- | - | - | - | - | - | - | - | -- | -- | -- | -- | -- | -- | -- | -- | -- | -- | -- | -- | -- | -- | -- | -- | -- | -- | -- | -- | -- | -- | -- | -- | -- |
| Luogo     | C  | T  | C | T | C | T | C | T | C | T  | T  | C  | T  | C  | C  | T  | C  | T  | C  | T  | C  | C  | T  | T  | C  | T  | C  | T  | C  | T  | T  | C  | T  | C  |
| Risultato | N  | N  | V | V | V | V | V | V | V | P  | V  | V  | V  | P  | V  | V  | N  | V  | N  | V  | V  | V  | V  | N  | V  | V  | V  | N  | V  | V  | V  | V  | V  | V  |
| Posizione | 10 | 12 | 6 | 4 | 4 | 4 | 4 | 4 | 3 | 4  | 2  | 2  | 2  | 2  | 2  | 2  | 2  | 2  | 2  | 2  | 2  | 2  | 2  | 2  | 2  | 2  | 2  | 2  | 2  | 2  | 2  | 2  | 2  | 2  |

Legenda:

Luogo: C = Casa; T = Trasferta. Risultato: V = Vittoria; N = Pareggio; P = Sconfitta.

### Statistiche individuali
| Giocatore        | Eredivisie | Eredivisie | Eredivisie  | Eredivisie | KNVB beker | KNVB beker | KNVB beker  | KNVB beker | Supercoppa olandese | Supercoppa olandese | Supercoppa olandese | Supercoppa olandese | Champions League + Europa League | Champions League + Europa League | Champions League + Europa League | Champions League + Europa League | Totale   | Totale | Totale      | Totale     |
| Giocatore        | Presenze   | Reti       | Ammonizioni | Espulsioni | Presenze   | Reti       | Ammonizioni | Espulsioni | Presenze            | Reti                | Ammonizioni         | Espulsioni          | Presenze                         | Reti                             | Ammonizioni                      | Espulsioni                       | Presenze | Reti   | Ammonizioni | Espulsioni |
| ---------------- | ---------- | ---------- | ----------- | ---------- | ---------- | ---------- | ----------- | ---------- | ------------------- | ------------------- | ------------------- | ------------------- | -------------------------------- | -------------------------------- | -------------------------------- | -------------------------------- | -------- | ------ | ----------- | ---------- |
| T. Beelen        | 20         | 0          | 1           | 0          | 3          | 0          | 0           | 0          | 0                   | 0                   | 0                   | 0                   | 1+2                              | 0                                | 0+1                              | 0                                | 26       | 0      | 2           | 0          |
| J. Bijlow        | 17         | -14        | 1           | 0          | 2          | -1         | 0           | 0          | 1                   | -1                  | 0                   | 0                   | 4+0                              | -7 +0                            | 0                                | 0                                | 24       | -23    | 1           | 0          |
| J. Dilrosun      | 8          | 1          | 0           | 0          | 2          | 0          | 0           | 0          | 1                   | 0                   | 0                   | 0                   | 1+0                              | 0+0                              | 0+0                              | 0+0                              | 12       | 1      | 0           | 0          |
| L. Geertruida    | 34         | 8          | 2           | 0          | 5          | 1          | 0           | 0          | 1                   | 0                   | 1                   | 0                   | 6+1                              | 0                                | 1+1                              | 0                                | 47       | 9      | 5           | 0          |
| S. Giménez       | 30         | 23         | 3           | 0          | 4          | 0          | 2           | 0          | 1                   | 0                   | 0                   | 0                   | 4+2                              | 2+1                              | 1+0                              | 0+0                              | 41       | 26     | 6           | 0          |
| D. Hancko        | 34         | 5          | 2           | 0          | 5          | 1          | 0           | 0          | 1                   | 0                   | 0                   | 0                   | 6+2                              | 1+0                              | 0+1                              | 0+0                              | 48       | 7      | 3           | 0          |
| Q. Hartman       | 26         | 0          | 3           | 0          | 3          | 0          | 0           | 0          | 1                   | 0                   | 0                   | 0                   | 6+2                              | 0+0                              | 1+0                              | 0+0                              | 38       | 0      | 4           | 0          |
| L. Ivanušec      | 24         | 3          | 0           | 0          | 3          | 0          | 0           | 0          | 0                   | 0                   | 0                   | 0                   | 5+2                              | 0+0                              | 0+0                              | 0+0                              | 34       | 3      | 0           | 0          |
| A. Jahanbakhsh   | 16         | 0          | 0           | 0          | 1          | 0          | 0           | 0          | 1                   | 0                   | 0                   | 0                   | 4+1                              | 1+0                              | 0+0                              | 0+0                              | 23       | 1      | 0           | 0          |
| O. Lingr         | 20         | 3          | 0           | 0          | 2          | 1          | 1           | 0          | 0                   | 0                   | 0                   | 0                   | 4+1                              | 0+0                              | 0+0                              | 0+0                              | 27       | 4      | 1           | 0          |
| M. López         | 12         | 0          | 1           | 0          | 1          | 0          | 0           | 0          | 1                   | 0                   | 0                   | 0                   | 1+0                              | 0+0                              | 1+0                              | 0+0                              | 15       | 0      | 2           | 0          |
| A. Milambo       | 8          | 1          | 0           | 0          | 2          | 0          | 0           | 0          | 0                   | 0                   | 0                   | 0                   | 2+1                              | 0+0                              | 0+0                              | 0+0                              | 13       | 1      | 0           | 0          |
| Y. Minteh        | 27         | 10         | 0           | 0          | 3          | 0          | 2           | 1          | 1                   | 0                   | 0                   | 0                   | 4+2                              | 1+0                              | 0+1                              | 0+0                              | 37       | 11     | 3           | 1          |
| B. Nieuwkoop     | 21         | 1          | 2           | 1          | 4          | 1          | 0           | 0          | 0                   | 0                   | 0                   | 0                   | 3+2                              | 0+0                              | 2+0                              | 0+0                              | 30       | 2      | 4           | 1          |
| I. Paixão        | 31         | 9          | 3           | 0          | 5          | 2          | 0           | 0          | 1                   | 0                   | 0                   | 0                   | 6+2                              | 0+1                              | 0+0                              | 0+0                              | 45       | 12     | 3           | 0          |
| M. Pedersen      | 0          | 0          | 0           | 0          | 0          | 0          | 0           | 0          | 1                   | 0                   | 0                   | 0                   | 0                                | 0                                | 0                                | 0                                | 1        | 0      | 0           | 0          |
| G. Read          | 0          | 0          | 0           | 0          | 0          | 0          | 0           | 0          | 0                   | 0                   | 0                   | 0                   | 0+1                              | 0+0                              | 0+0                              | 0+0                              | 1        | 0      | 0           | 0          |
| L. Sauer         | 13         | 2          | 1           | 0          | 0          | 0          | 0           | 0          | 0                   | 0                   | 0                   | 0                   | 2+0                              | 0+0                              | 0+0                              | 0+0                              | 15       | 2      | 1           | 0          |
| C. Stengs        | 29         | 6          | 2           | 0          | 5          | 1          | 1           | 0          | 1                   | 0                   | 0                   | 0                   | 6+2                              | 1+0                              | 1+1                              | 0+0                              | 43       | 8      | 5           | 0          |
| Q. Timber        | 31         | 7          | 4           | 0          | 5          | 1          | 1           | 0          | 1                   | 0                   | 0                   | 0                   | 6+1                              | 0+0                              | 2+1                              | 0+0                              | 44       | 8      | 8           | 0          |
| G. Trauner       | 19         | 1          | 1           | 0          | 4          | 0          | 0           | 0          | 0                   | 0                   | 0                   | 0                   | 4+0                              | 0+0                              | 0+0                              | 0+0                              | 27       | 1      | 1           | 0          |
| A. Ueda          | 26         | 5          | 0           | 0          | 4          | 0          | 0           | 0          | 0                   | 0                   | 0                   | 0                   | 5+2                              | 0+0                              | 0+0                              | 0+0                              | 37       | 5      | 0           | 0          |
| T. Van den Belt  | 9          | 0          | 0           | 0          | 0          | 0          | 0           | 0          | 1                   | 0                   | 0                   | 0                   | 1+0                              | 0+0                              | 0+0                              | 0+0                              | 11       | 0      | 0           | 0          |
| T. Wellenreuther | 19         | -12        | 3           | 0          | 3          | -1         | 0           | 0          | 1                   | 0                   | 0                   | 0                   | 2+2                              | -3+-2                            | 0+0                              | 0+0                              | 27       | -18    | 3           | 0          |
| M. Wieffer       | 29         | 5          | 2           | 0          | 4          | 0          | 1           | 0          | 1                   | 0                   | 0                   | 0                   | 6+2                              | 1+0                              | 1+1                              | 0+0                              | 42       | 6      | 5           | 0          |
| G. Zechiël       | 2          | 0          | 0           | 0          | 0          | 0          | 0           | 0          | 1                   | 0                   | 0                   | 0                   | 0+0                              | 0+0                              | 0+0                              | 0+0                              | 3        | 0      | 0           | 0          |
| R. Zerrouki      | 26         | 0          | 3           | 0          | 2          | 0          | 0           | 0          | 1                   | 0                   | 0                   | 0                   | 5+2                              | 1+0                              | 2+0                              | 0+0                              | 36       | 1      | 5           | 0          |